# 安東愛季
安東愛季（1539年－1587年）是日本戰國時代至安土桃山時代在出羽國的戰國大名，通稱太郎。檜山安東家第8代當主，父親是安東舜季。母親是湊系安東家的安東堯季之女。兒子有秋田實季等。

## 生平

### 繼承家督
繼承父親的地位成為家督後，先求內部發展，積極整頓城下町，善用安東家海上貿易的傳統，派遣家臣清水治郎兵衛政吉駐能代掌管町建設，並負責木材整備工作，在米代川河口建立和北國船隻的交易據點，將米代川上流出產的秋田杉、阿仁礦山的金、鉛等礦產和米、大豆等農産物輸出至京都、關西一帶，構築了緊密的貿易網和情報網，不但替安東家帶大量金錢，也帶來了上方第一手的新消息，同時愛季也活用水運和越後上杉謙信、能登畠山氏、越前朝倉義景等北國大名簽訂商盟，實施遠交近攻的謀略。土崎湊也因此與越前三國湊、加賀本吉湊、能登輪島湊、越中岩瀨、越後今町湊和津輕十三湊合稱北國七湊，是北日本最大的港灣都市。

### 入侵奧州
永祿元年（1558年），比內豪族淺利則祐之弟淺利勝頼不服兄長獲得繼承權，因而受到愛季利用，成為愛季侵入比內的重要棋子，比內擁有豐沛的森林資源是秋田杉的重要產地，而且淺利氏還支配著大葛、阿仁的礦山，因此早為安東家覬覦。安東愛季遂趁著這次淺利氏爆發窩裡反之際於永祿5年（1562年）迅速起兵1千5百侵略比內，由於內有親弟勝賴之亂，為了抵禦安東家，淺利則祐離開本據十狐城，將兵力聚集於扇田長岡城展開守城戰，但是寡不敵眾下，淺利則祐終究支撐不住安東家的攻撃，兵敗自盡。戰後，安東愛季讓淺利勝賴如願當上了淺利氏當主，同時擔任安東家代官管理比內，藉此掌握住比內並能增加來自淺利氏礦山的收入。
永祿6年（1563年），安東愛季透過庄内的砂越宗順與最上義光結盟，當時沿著雄物川往南便是仙北戶澤氏和小野寺氏的領地，隔著由利郡便是庄內大寶寺氏的地盤，安東愛季選擇和最上義光聯手正是有意藉義光之力牽制這些敵對勢力，以爭取北上和南部家爭鋒的時間，而最上義光也需要安東家來引開這些敵對勢力的目光，使無法動用最大兵力防守最上家。此時奪下比內的安東家已經與陸奧鹿角郡相鄰接，鹿角郡本為安東家的領地但是卻在室町時代時被南部氏佔去，安東愛季為此積極策劃對鹿角郡的攻略。永祿6年，愛季派遣接連鹿角邊境的十二所城城代大高筑前與鹿角國人眾花輪中務接觸。
而南部方在鹿角郡也以長牛城為中心依夜明島川配置三田、石鳥谷、長內、谷內諸城建設防線，兼之又有大里、花輪、柴內等郡內國人協助，鞏固著南部家在鹿角郡的支配，令安東愛季不易下手。然而就在永祿8年（1565年）以降數年間，北奧發生農地大規模的欠收，糧食產量銳減，由於長牛地方本就是稻米的生產重地，加上領內人心惶惶，此時出兵外征，一來可以抒解人口壓力，二來也能趁機奪取南部家的糧食，於是在愛季成功鎮壓因為糧食問題爆發的志戶橋一揆後，便於同年8月安東愛季聯合比內的淺利氏和阿仁的嘉成一族出兵5千由大館自犀川峽谷越過卷山峠侵入鹿角郡，採用南北夾擊的戰略分別進攻，安東軍一路向長牛、石鳥谷城出擊，另外新降的柴內氏則出兵長嶺、谷內城。南部家當主南部晴政聞悉戰報後連忙調遣田頭、松尾、沼宮內、一方井等岩手眾往援，其時石鳥谷城、長嶺城已經先後陷落，而谷內城也被淺利勝賴所包圍，安東愛季主軍圍籠長牛城，但是因為冬季來臨，大雪不利攻戰，加上還要準備來年春耕，於是愛季撤圍回國，同時與庄內的土佐林禪棟交誼，藉此牽制大寶寺義氏。
翌年2月，安東愛季以大高筑前為先鋒率領淺利氏、阿仁及投降的鹿角國人，並且調來北海道的蠣崎季廣及由利十二頭聯手，舉兵6千人再度攻打長牛城，城主一戶友義領兵進行城外戰兵敗，其叔父南部彌九郎亦討死，安東愛季一鼓作氣包圍長牛城，然而南部晴政早有準備，動員一族分家的重臣北、南、東等家起兵援救，愛季迅速退兵。同年10月，安東愛季再次起兵攻擊鹿角郡，侵襲谷內城，後由於久攻不下，安東愛季臨時決定轉攻長牛城，長牛城一戶友義應變不及，遭到安東軍全殲，城池被奪，一戶友義逃往三戶，安東愛季佔領鹿角郡全境。
永祿11年（1568年）3月，南部晴政以南部信直為總大將，領石川高信、長牛友義協助翻過來滿峠，另外大將九戶政實則經由保呂邊道進入三田城，分別從南北兩面合攻鹿角郡，由於安東家年前方新佔鹿角郡，郡內仍有許多原屬於南部家的勢力存在，當其呼應了南部軍的收復行動，頓時使安東家在鹿角的支配崩解，領內兵士先後投奔南部軍，安東方守將大里備中無奈潛逃，鹿角郡重歸南部氏掌中，此後兩家於比內、鹿角一線長期對峙。
永祿12年（1569年），安東愛季為了緩和南部氏攻略的壓力，與津輕浪岡氏聯姻，津輕浪岡氏與三戶南部家素來交好，同時跟安東家也是自祖輩以來的世交，因此最後愛季在蝦夷領主蠣崎季廣的仲介下將年僅10歲的女兒嫁給浪岡顯村，和與南部家交好的津輕浪岡氏結下姻盟，對安東家來說無疑是在南部背後埋下了一手伏筆，增添許多變數，間接牽制住了南部氏的部分行動。

### 湊騷動
元龜元年（1570年），原屬於湊安東家的國人眾豐島重村因為在安東愛季的經濟政策上受損，本來以海運著名的湊安東家所擁有的土崎湊成為愛季的下蛋金雞，但是這份收支卻讓失去支配權的原湊系家臣十分眼紅吃味，兼之整個安東家的重心全在愛季一方，湊系形同附庸，對此不滿的豐島重村於是決定反叛，聯同下刈右京、川尻中務，引小野寺家、戶澤家為後援起兵包圍湊城，監禁愛季之弟安東茂季。（湊騷動）
為解決這場反叛，安東愛季從檜山城出陣，豐島重村也在又得到庄內大寶寺家協助後，兩軍在推古山對戰，經歷兩年的往來征戰，安東愛季挾全為強大的軍事力與內政後勤於元龜3年（1572年）獲得勝利，攻下了豐島城，豐島重村敗逃往依靠仁賀保氏。同時安東愛季掃平了與豐島重村一同起兵的川尻氏、下刈氏，並伺機打擊同樣與土崎湊的交易有著關係的大平氏、新城氏、八柳氏。戰後，湊周邊全為愛季的直轄領，兩安東家在實質上統一，茂季以也將當主之位讓給兒子通季，由愛季擔任後見役，移居豐島城，出羽北部幾乎完全為安東愛季平定。

### 上方外交
同時外交觸覺敏銳的安東愛季雖處於東北羽州，但是經由水運貿易的情報網對天下大勢也有準確的掌握，一方面利用北海道的獸皮、海產與京都來往，並且和制霸中央近畿一帶的織田信長交好，在天正元年（1573年）起開始雙方的書信來往，也派出使者向信長獻上了一頭獵鷹，信長也送來一把太刀作為回禮給愛季，增強兩邊的關係。安東愛季同時貫徹遠交近攻之略，拒絕大寶寺義氏的和睦之議進而奪下羽根川領。
天正7年（1579年），愛季的使者檜山三次與仙北上浦小野寺輝道、仙北北浦戶澤盛安的使者前田薩摩一同上洛晉見織田信長。天正8年（1580年），安東愛季在織田信長的仲介下拜領了從五位上侍從的官職，並且讓次子安東實季迎娶了信長的外甥女，細川信良之女為妻，但是與此同時安東家在比內的代官淺利勝賴叛變，安東愛季意圖迅速出兵平亂，但是卻為淺利勝賴所敗，不得已只好提出和議以暫時安撫。天正10年（1582年），織田信長在本能寺之變中身死，安東愛季是東北最早知道此一消息的人，並在信長死後，迅速看清中央的局勢，轉與羽柴秀吉通誼。

### 出羽的北斗星
同年12月，大寶寺義氏進攻由利郡，瀧澤、矢島、打越諸氏偕連戰敗投降，並進而意圖攻打大內村的小助川館，小助川館當主‧由利十二頭之一的赤尾津光政迅速向安東愛季求援。由於赤尾津氏位在由利郡最北邊，與安東家多有來往，也是愛季侵襲由利郡的橋頭堡，所以安東愛季連忙派家臣一部勝景為總大將、連同比內的淺利勝賴、阿仁的嘉成重盛共為援軍出陣擊退了大寶寺軍及其援軍小野寺氏，贏得赤尾津氏、羽川氏、岩屋氏等由利北部國人的信賴。
天正11年（1583年）3月，在大寶寺家退出由利郡後，安東愛季將矛頭重新指向內部，以邀請淺利勝賴赴宴為由，將他誘入檜山城，在宴中由深持季總、松前慶廣將其斬殺。隨後出兵失去當主的淺利氏，完全併吞比內，勝賴之子賴平投靠津輕為信。
自此，安東愛季勢力遍及西津輕、比內、檜山、大阿仁、小阿仁、湖東、小鹿島、湊、豐島、赤尾津、羽川，構築安東家的最大版圖，成為羽後國最強大的勢力，安東愛季因此被喻為是如同天上北斗星一般的人物。

### 殞落
安東愛季接下來將目標訂在仙北，意圖併吞仙北北浦戶澤家，這是因為戶澤家所據的北浦乃是仙北雄物川川筋平原一帶最重要的穀倉，沿雄物川的小野寺、戶澤兩家要對外輸出作物都必須透過舟運經由秋田湊轉口，但是秋田湊卻為安東愛季掌控，每次通過都會被抽關稅。對安東愛季來說，單單抽關稅並不能達到最大利益，鯨吞其領地把貿易所得置入自家袋內才是最大利益。
安東愛季在天正15年（1587年）4月小野寺義道和戶澤盛安不和之際，提出與戶澤聯合打倒小野寺之議，圖收漁翁之利，但是卻被戶澤盛安嚴拒，於是安東愛季便調轉槍頭，先是對戶澤家採取經濟封鎖，之後以館澤城、淀川城為據點，率兵3千攻打戶澤。
安東愛季遣家臣鎌田自淀川城出兵截斷戶澤家西方的退路。由於安東家在水運上的經濟封鎖，讓戶澤氏的財源大受打擊，如今愛季又重兵壓境，戶澤盛安在接獲軍報後決議背水一戰，領兵1千2百從荒川城出動，兩軍在秋田、仙北交界的唐松野布陣，戶澤盛安讓家臣進藤筑後守分軍於安東軍之東進行游擊，盛安本人正面迎擊安東軍，在三天的白刃戰鬥後，安東軍敗退，折損3百人，而戶澤軍僅陣亡1百人，只是安東軍的三分之一，猛將嘉成重盛也於是役中戰死。而安東愛季也在戰敗後，撤兵至男鹿肋本城途中病逝，享年49歲。

## 逸話
天正6年（1578年）2月，愛季收到織田信長的一封書信，內容言道：「鷹這種高傲的生物會希望降落何處？」暗指要愛季向信長表示臣服之意，理解信長意思的愛季理直氣壯地反駁︰「自吾族先祖以來，素無臣從他家之例；余族立土于邊鄙之地，從未有以臣節仕于他家之人。」力保家名不屈。